# یوزفینه استیکر
یوزفینه استیکر (آلمانی: Josephine Sticker; ۷ ژوئیهٔ ۱۸۹۴ – ۱۰ سپتامبر ۱۹۶۳) شناگر اهل اتریش بود.